# Rosiszka
Rosiszka (ukr. Росішка) – wieś na Ukrainie, w obwodzie zakarpackim, w rejonie rachowskim, w hromadzie Wełykyj Byczkiw. W 2001 liczyła 1240 mieszkańców.